# Kalervo Kallio
Niilo Kalervo Kallio, född 28 mars 1909 i Nivala, död 2 november 1969 i Helsingfors, var en finländsk skulptör.

## Biografi
Kallio var son till Finlands president Kyösti Kallio. Han gjorde skulpturer i USA, Europa och Afrika, bland annat porträtt av  Harry Truman, Francisco Franco, Albert Einstein, Jean Sibelius och Risto Ryti. Han har även utfört åtskilliga monument för krigsgravar samt en staty över fadern vid Riksdagshuset i Helsingfors. 
Kallios stil kännetecknas av manlig idealism och representativitet.